# Carolina Rodríguez Gutiérrez
Carolina Rodríguez Gutiérrez (Toluca, Estado de México, México - 30 de septiembre de 1993) es una ciclista mexicana. Forma parte de la delegación mexicana en los Juegos Olímpicos de Río de Janeiro 2016 en ciclismo en ruta. Desde 2016 forma parte del equipo Astana Women's Team.

## Carrera deportiva
En 2016 corrió en el Campeonato Nacional de México en ciclismo de ruta, donde obtuvo el segundo lugar. Participó en el Giro de Italia femenino de 2016, donde obtuvo el lugar 29º

## Palmarés
2016
- 2.ª en el Campeonato de México en Ruta

2017
- 2.ª en el Campeonato de México en Ruta
- 3.ª en el Campeonato de México Contrarreloj

2019
- 1 etapa de la Vuelta Femenina a Guatemala